# Segunda Categoría de El Oro 2019
El Campeonato Provincial de Fútbol de Segunda Categoría de El Oro 2019 fue un torneo de fútbol en Ecuador en el cual compitieron equipos de la provincia de El Oro. El torneo fue organizado por Asociación de Fútbol Profesional de El Oro (AFO) y avalado por la Federación Ecuatoriana de Fútbol, el torneo inició el 19 de abril de 2019 y finalizó el 6 de julio de 2019. Participaron 8 clubes de fútbol y entregó 2 cupos al zonal de ascenso de la Segunda Categoría de Ecuador 2019, también el campeón del torneo provincial jugó en la primera fase de la Copa Ecuador 2020.

## Sistema de campeonato
El sistema determinado por la Asociación de Fútbol Profesional de El Oro fue el siguiente:
- Primera fase: Los 8 equipos fueron divididos en dos grupos de cuatro equipos cada uno, jugaron 6 fechas ida y vuelta, los tres primeros equipos de cada grupo avanzaron a la siguiente etapa.
- Segunda fase: Los 6 equipos clasificados de la primera fase se enfrentaron en play-offs ida y vuelta, emparejados de la siguiente manera:
  - 1.° Grupo A vs. 3.° Grupo B
  - 2.° Grupo A vs. 2.° Grupo B
  - 3.° Grupo A vs. 1.° Grupo B

En caso de igualdad en puntos y goles, se definió al ganador por los lanzamientos de tiros penales. Clasificaron a la siguiente fase los 3 ganadores de cada play-off y el mejor perdedor. Para determinar al equipo clasificado como mejor perdedor se tomó en cuenta puntos y goles obtenidos en la segunda fase, en caso de mantenerse la igualdad se definió al clasificado por la posición obtenida en primera fase.
- Tercera fase: Los 4 equipos clasificados de la segunda fase se enfrentaron en play-offs ida y vuelta, para realizar los emparejamientos se elaboró una tabla de posiciones con los puntos obtenidos en la segunda fase y se enfrentaron de la siguiente manera:
  - 1.er lugar vs. mejor perdedor
  - 2.° lugar vs. 3.er lugar

En caso de igualdad en puntos y goles, se tomó en cuenta la ubicación que hubieren obtenido en las fases anteriores. Clasificaron a la siguiente fase los 2 ganadores de cada play-off.
- Cuarta fase: Los 2 equipos clasificados de la tercera fase se enfrentaron en un play-off ida y vuelta para determinar al campeón y vicecampeón provincial. Los dos equipos que jugaron la final clasificaron a los zonales de Segunda Categoría 2019, además el campeón jugó en la primera fase de la Copa Ecuador 2020.[2]

## Equipos participantes
| Equipos participantes                   | Equipos participantes | Equipos participantes           |
| --------------------------------------- | --------------------- | ------------------------------- |
|                                         |                       |                                 |
| Equipo                                  | Ciudad                | Estadio                         |
| Club Social y Deportivo Audaz Octubrino | Machala               | Estadio 9 de Mayo               |
| Club Atlético Mineiro                   | Huaquillas            | Estadio Humberto Arteta         |
| Club Deportivo Cantera del Jubones      | Pasaje                | Estadio Carlos Falquez Batallas |
| Club Social Deportivo Bolívar           | Machala               | Estadio Washington Villalta     |
| Huaquillas Fútbol Club                  | Huaquillas            | Estadio Humberto Arteta         |
| Parma Fútbol Club                       | Machala               | Estadio 9 de Mayo               |
| Santos Fútbol Club                      | El Guabo              | Estadio José María Mora         |
| Golden Boys Fútbol Club                 | Machala               | Estadio 9 de Mayo               |

## Equipos por cantón
| Cantón     | N.º | Equipos                                                          |
| ---------- | --- | ---------------------------------------------------------------- |
| Machala    | 4   | - Audaz Octubrino - Deportivo Bolívar - Parma F.C. - Golden Boys |
| Huaquillas | 2   | - Atlético Mineiro - Huaquillas F.C.                             |
| El Guabo   | 1   | - Santos F.C.                                                    |
| Pasaje     | 1   | - Cantera del Jubones                                            |

## Grupo A

### Clasificación
| Pos. | Equipo            | Pts. | PJ | G | E | P | GF | GC | Dif. | Clasificación |
| ---- | ----------------- | ---- | -- | - | - | - | -- | -- | ---- | ------------- |
| 1    | Santos            | 18   | 6  | 6 | 0 | 0 | 19 | 1  | +18  | Segunda fase  |
| 2    | Audaz Octubrino   | 12   | 6  | 4 | 0 | 2 | 15 | 7  | +8   | Segunda fase  |
| 3    | Deportivo Bolívar | 6    | 6  | 2 | 0 | 4 | 5  | 18 | −13  | Segunda fase  |
| 4    | Huaquillas        | 0    | 6  | 0 | 0 | 6 | 6  | 19 | −13  |               |

Actualizado a los partidos jugados el 26 de mayo de 2019.
 Fuente: Aso Fútbol El Oro
Criterios de clasificación: 1) Puntos; 2) Diferencia de goles; 3) Goles marcados

### Evolución de la clasificación
| Equipo / Jornada  | 01 | 02 | 03 | 04 | 05 | 06 |
| ----------------- | -- | -- | -- | -- | -- | -- |
| Santos            | 1  | 1  | 1  | 1  | 1  | 1  |
| Audaz Octubrino   | 4  | 2  | 2  | 2  | 2  | 2  |
| Deportivo Bolívar | 2  | 3  | 3  | 3  | 3  | 3  |
| Huaquillas        | 3  | 4  | 4  | 4  | 4  | 4  |

### Resultados
| Huaquillas FC   | 1 - 2 | Deportivo Bolívar | Complejo AFO | 19 de abril | 15:30     |
| Audaz Octubrino | 0 - 3 | Santos FC         | Cancelado    | Cancelado   | Cancelado |

| Deportivo Bolívar | 0 - 4 | Audaz Octubrino | Luis Rubén Pasaca | 28 de abril | 15:00 |
| Santos FC         | 2 - 0 | Huaquillas FC   | José María Mora   | 28 de abril | 15:30 |

| Deportivo Bolívar | 0 - 4 | Santos FC     | Luis Rubén Pasaca | 4 de mayo | 15:00 |
| Audaz Octubrino   | 7 - 0 | Huaquillas FC | Complejo AFO      | 4 de mayo | 15:30 |

| Santos FC     | 6 - 0 | Deportivo Bolívar | José María Mora | 11 de mayo | 15:30 |
| Huaquillas FC | 2 - 3 | Audaz Octubrino   | Complejo AFO    | 12 de mayo | 15:30 |

| Audaz Octubrino | 1 - 0 | Deportivo Bolívar | Complejo AFO | 17 de mayo | 15:30 |
| Huaquillas FC   | 1 - 2 | Santos FC         | Complejo AFO | 18 de mayo | 15:30 |

| Deportivo Bolívar | 3 - 2 | Huaquillas FC   | Luis Rubén Pasaca | 24 de mayo | 20:00 |
| Santos FC         | 2 - 0 | Audaz Octubrino | José María Mora   | 26 de mayo | 15:30 |

## Grupo B

### Clasificación
| Pos. | Equipo              | Pts. | PJ | G | E | P | GF | GC | Dif. | Clasificación |
| ---- | ------------------- | ---- | -- | - | - | - | -- | -- | ---- | ------------- |
| 1    | Parma               | 13   | 6  | 4 | 1 | 1 | 12 | 5  | +7   | Segunda fase  |
| 2    | Cantera del Jubones | 9    | 6  | 2 | 3 | 1 | 5  | 5  | 0    | Segunda fase  |
| 3    | Atlético Mineiro    | 5    | 6  | 1 | 2 | 3 | 8  | 11 | −3   | Segunda fase  |
| 4    | Golden Boys         | 5    | 6  | 1 | 2 | 3 | 4  | 8  | −4   |               |

Actualizado a los partidos jugados el 26 de mayo de 2019.
 Fuente: Aso Fútbol El Oro
Criterios de clasificación: 1) Puntos; 2) Diferencia de goles; 3) Goles marcados

### Evolución de la clasificación
| Equipo / Jornada    | 01 | 02 | 03 | 04 | 05 | 06 |
| ------------------- | -- | -- | -- | -- | -- | -- |
| Parma               | 1  | 1  | 1  | 1  | 1  | 1  |
| Cantera del Jubones | 3  | 2  | 2  | 2  | 2  | 2  |
| Atlético Mineiro    | 2  | 4  | 4  | 4  | 4  | 3  |
| Golden Boys         | 4  | 3  | 3  | 3  | 3  | 4  |

### Resultados
| Cantera del Jubones | 0 - 0 | Atlético Mineiro | Carlos Falquez Batallas | 20 de abril | 20:00 |
| Parma FC            | 2 - 1 | Golden Boys      | Washington Villalta     | 21 de abril | 15:30 |

| Golden Boys      | 0 - 0 | Cantera del Jubones | Complejo AFO    | 27 de abril | 15:30 |
| Atlético Mineiro | 1 - 2 | Parma FC            | Humberto Arteta | 27 de abril | 20:15 |

| Cantera del Jubones | 1 - 0 | Parma FC         | Carlos Falquez Batallas | 3 de mayo | 20:00 |
| Golden Boys         | 2 - 1 | Atlético Mineiro | Complejo AFO            | 5 de mayo | 15:30 |

| Atlético Mineiro | 1 - 1 | Golden Boys         | Humberto Arteta     | 10 de mayo | 20:30 |
| Parma FC         | 1 - 1 | Cantera del Jubones | Washington Villalta | 11 de mayo | 15:00 |

| Cantera del Jubones | 1 - 0 | Golden Boys      | Carlos Falquez Batallas | 17 de mayo | 20:00 |
| Parma FC            | 4 - 1 | Atlético Mineiro | Washington Villalta     | 18 de mayo | 15:00 |

| Atlético Mineiro | 4 - 2 | Cantera del Jubones | Humberto Arteta | 24 de mayo | 20:00 |
| Golden Boys      | 0 - 3 | Parma FC            | Complejo AFO    | 26 de mayo | 15:30 |

## Segunda fase
Los 6 equipos clasificados de la primera fase se enfrentarán en play-offs ida y vuelta, emparejados de la siguiente manera:
- 1.° Grupo A vs. 3.° Grupo B
- 2.° Grupo A vs. 2.° Grupo B
- 3.° Grupo A vs. 1.° Grupo B

Clasificarán a la siguiente fase los 3 ganadores de cada play-off y el mejor perdedor. 

### Partidos
| Fecha                     | Lugar      | Local               |  | Resultado |  | Visitante           |
| ------------------------- | ---------- | ------------------- |  | --------- |  | ------------------- |
| 1 de junio de 2019, 20:30 | Huaquillas | Atlético Mineiro    |  | 0 – 1     |  | Santos              |
| 9 de junio de 2019, 15:30 | El Guabo   | Santos              |  | 2 – 1     |  | Atlético Mineiro    |
| 1 de junio de 2019, 20:00 | Pasaje     | Cantera del Jubones |  | 3 – 1     |  | Audaz Octubrino     |
| 9 de junio de 2019, 15:00 | Machala    | Audaz Octubrino     |  | 3 – 0     |  | Cantera del Jubones |
| 1 de junio de 2019, 20:00 | Piñas      | Deportivo Bolívar   |  | 0 – 1     |  | Parma               |
| 8 de junio de 2019, 15:00 | Machala    | Parma               |  | 7 – 0     |  | Deportivo Bolívar   |

### Mejor perdedor
Entre los equipos que quedaron eliminados en los play-offs, el mejor avanzó a la siguiente etapa.
| Pos. | Grp. | Equipo              | Pts. | PJ | G | E | P | GF | GC | Dif. | Clasificación |
| ---- | ---- | ------------------- | ---- | -- | - | - | - | -- | -- | ---- | ------------- |
| 1    | B    | Cantera del Jubones | 3    | 2  | 1 | 0 | 1 | 3  | 4  | −1   | Segunda fase  |
| 2    | A    | Atlético Mineiro    | 0    | 2  | 0 | 0 | 2 | 1  | 3  | −2   |               |
| 3    | C    | Deportivo Bolívar   | 0    | 2  | 0 | 0 | 2 | 0  | 8  | −8   |               |

 Fuente: Aso Fútbol El Oro
Criterios de clasificación: 1) Puntos; 2) Diferencia de goles; 3) Goles marcados

## Tercera fase
Los 4 equipos clasificados de la segunda fase se enfrentarán en play-offs ida y vuelta, para realizar los emparejamientos se elaborará una tabla de posiciones con los puntos obtenidos en la segunda fase y se enfrentarán de la siguiente manera:
- 1.° lugar vs. mejor perdedor
- 2.° lugar vs. 3.° lugar

Clasificarán a la siguiente fase los 2 ganadores de cada play-off.

### Tabla de posiciones
| N.º | Equipo              | Pts | PJ | PG | PE | PP | GF | GC | DG | GV |
| --- | ------------------- | --- | -- | -- | -- | -- | -- | -- | -- | -- |
| 1   | Parma               | 6   | 2  | 2  | 0  | 0  | 8  | 0  | 8  | 1  |
| 2   | Santos              | 6   | 2  | 2  | 0  | 0  | 3  | 1  | 2  | 1  |
| 3   | Audaz Octubrino     | 3   | 2  | 1  | 0  | 1  | 4  | 3  | 1  | 1  |
| 4   | Cantera del Jubones | 3   | 2  | 1  | 0  | 1  | 3  | 4  | -1 | 0  |

### Partidos
| Fecha                      | Lugar    | Local               |  | Resultado     |  | Visitante           |
| -------------------------- | -------- | ------------------- |  | ------------- |  | ------------------- |
| 14 de junio de 2019, 20:00 | Pasaje   | Cantera del Jubones |  | 0 – 2         |  | Parma               |
| 22 de junio de 2019, 15:30 | Machala  | Parma               |  | 0 – 0         |  | Cantera del Jubones |
| 16 de junio de 2019, 15:00 | Machala  | Audaz Octubrino     |  | 0 – 2         |  | Santos              |
| 23 de junio de 2019, 16:00 | El Guabo | Santos              |  | (5) 0 – 2 (4) |  | Audaz Octubrino     |

## Cuarta fase
Los 2 equipos clasificados de la tercera fase se enfrentarán en un play-off ida y vuelta para determinar al campeón y vicecampeón provincial.

### Partidos
| Fecha                      | Lugar    | Local  |  | Resultado     |  | Visitante |
| -------------------------- | -------- | ------ |  | ------------- |  | --------- |
| 30 de junio de 2019, 15:30 | El Guabo | Santos |  | 1 – 1         |  | Parma     |
| 6 de julio de 2019, 15:00  | Machala  | Parma  |  | (4) 0 – 0 (3) |  | Santos    |

| |
| Parma Fútbol Club Campeón 1.er título Clasifica a los zonales de la Segunda Categoría 2019 y a la Copa Ecuador 2020. - También clasifica Santos Fútbol Club como vicecampeón. |